# Alexis Beka Beka
Alexis Adelin Beka Beka (Parijs, 29 maart 2001) is een Frans voetballer van Congolese afkomst die sinds 2025 uitkomt voor RAAL La Louvière.

## Clubcarrière
Beka Beka begon in 2007 zijn jeugdopleiding bij AS Verson, waar hij al na een jaar werd weggeplukt door SM Caen. Op 1 september 2018 maakte hij zijn officiële debuut voor het beloftenelftal van de club, dat toen uitkwam in de Championnat National 3: op de derde competitiespeeldag mocht hij een kwartier voor tijd invallen tegen AL Déville Maromme (2-0-nederlaag). Een seizoen later maakte hij zijn opwachting bij het eerste elftal: op 20 december 2019 liet trainer Pascal Dupraz hem meteen een hele wedstrijd meespelen tegen Clermont Foot (0-0-gelijkspel). In zijn debuutseizoen bij de eerste ploeg mocht Beka Beka vijfmaal opdraven in de Ligue 2 – waarvan driemaal als basisspeler – en mocht hij ook invallen in de bekerwedstrijd tegen Montpellier HSC (5-0-nederlaag). In juni 2020 ondertekende hij zijn eerste profcontract, dat hem tot medio 2023 verbond aan de club.
In het seizoen 2020/21 knokte Beka Beka, die in het begin van het seizoen een tijd aan de kant stond met blessureleed, zich in de basis bij Les Malherbistes. Het leverde hem in de zomer van 2021 een transfer op naar Lokomotiv Moskou, dat zes miljoen euro – exclusief bonussen – voor hem neertelde. Met deze club nam hij in zijn debuutseizoen deel aan de Europa League, waar hij het in de groepsfase onder andere opnam tegen Olympique de Marseille.
In de zomer van 2022 haalde OGC Nice de 21-jarige Beka Beka terug naar Frankrijk. De transfersom werd geschat op 10 à 12 miljoen euro. Beka Beka opende zijn doelpuntenrekening voor Nice op 25 augustus 2022: in de play-offronde voor de Conference League scoorde hij in de verlengingen van de terugwedstrijd de beslissende 2-0 tegen Maccabi Tel Aviv. Beka Beka kwam in zijn debuutseizoen bij Nice in 22 officiële wedstrijden in actie, weliswaar vooral als invaller.
Op 29 september 2023 dreigde Beka Beka van het Viaduc du Magnan op de A8 te springen. De hulpdiensten slaagden er weliswaar in om de zelfmoordpoging te verijdelen. Beka Beka kwam hierna niet meer in actie voor Nice, waarop speler en club in de zomer van 2024 uit elkaar gingen. Eind september 2024 sloot hij aan bij de trainingen van het B-elftal van zijn opleidingsclub Caen, waarvoor hij in de tweede helft van het seizoen 2024/25 acht competitiewedstrijden in de Championnat National 3 speelde.
In juni 2025 tekende hij bij de kersverse Belgische eersteklasser RAAL La Louvière.
1 Valkenaers ·
3 Gilot ·
4 Faye  ·
5 Corneillie ·
7 Gobitaka ·
8 Gueulette ·
9 Guindo ·
10 Pau ·
11 Liongola ·
12 Loiseaux ·
13 Maisonneuve ·
14 Belkheir ·
15 Lahssaini ·
21 Peano ·
23 Ito ·
25 Lamego ·
26 Bongiovanni ·
27 Eyongo ·
28 Botella ·
31 Camara ·
38 Diallo ·
44 Klomp ·
49 Hoedaert ·
51 Sidibe ·
70 Nagera ·
71 Monteiro ·
98 Maës ·
Coach: Taquin